# پاچنار (رودبار)
پاچنار، روستایی در دهستان پاچنار بخش لوشان شهرستان رودبار در استان گیلان ایران است. این روستا، مرکز دهستان پاچنار است.

## مردم‌شناسی
مردم روستای پاچنار به زبان فارسی و زبان لری صحبت می‌کنند.

## جمعیت
بر پایه سرشماری عمومی نفوس و مسکن در سال ۱۳۹۵، جمعیت این روستا برابر با ۴۱۰ نفر (۱۳۳ خانوار) بوده است.